# Sceatta

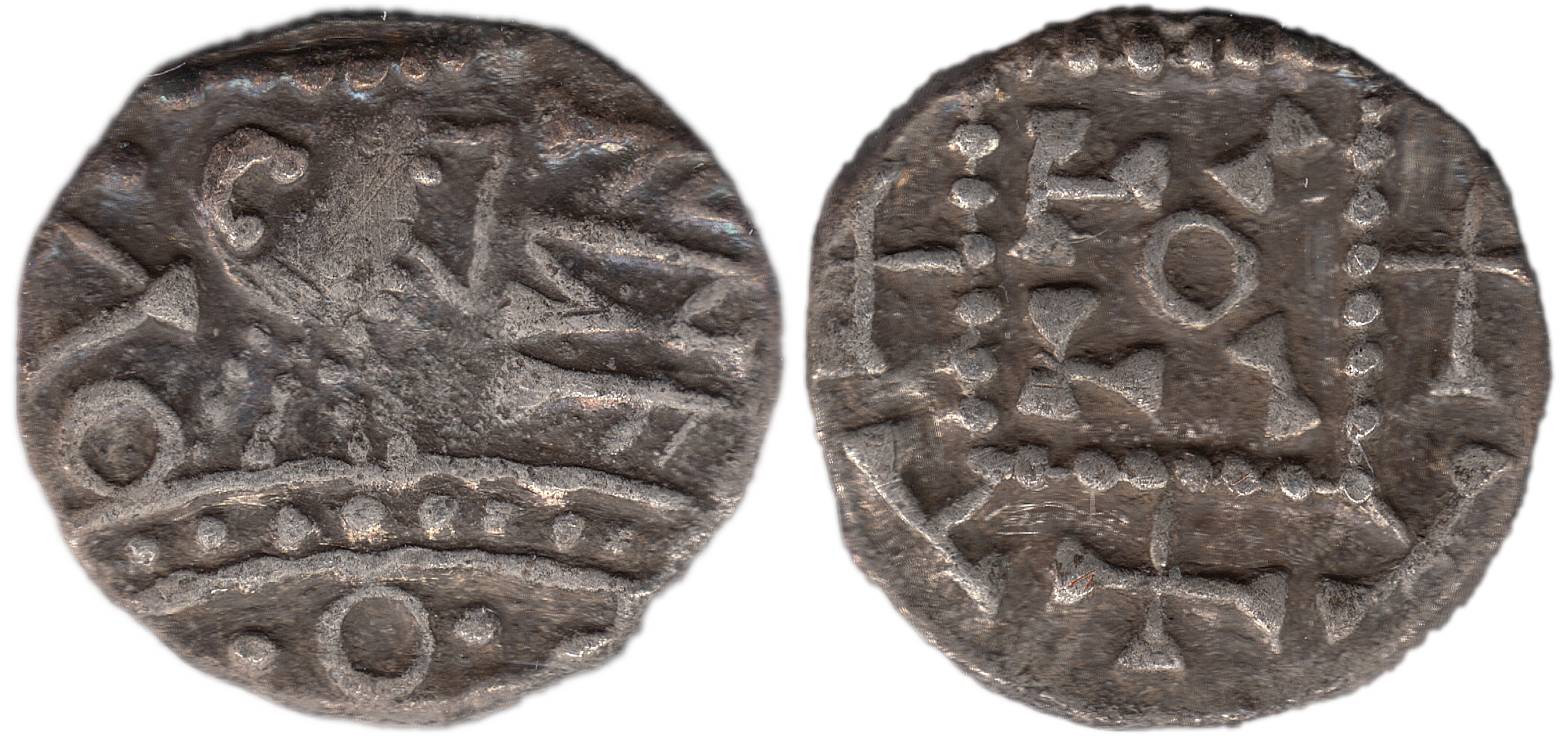
Sceatta aus East Anglia der Serie C

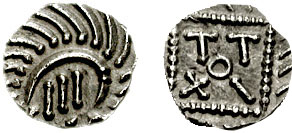
Friesische Sceatta

Sceattas (englisch Sceat) sind frühmittelalterliche Münzen, die ursprünglich in Friesland, Jütland und seit der 2. Hälfte des 7. Jahrhunderts von den Angelsachsen in England geschlagen wurden. Es handelt sich um kleine Silbermünzen im Gewicht von 1 bis 1,5 g (Durchmesser etwa 10–13 mm), die stilistisch trotz Abstrahierung erkennbare Abbildungen liefern und von denen sich das Wort „Schatz“ ableitet.
Wahrscheinlich waren die Münzen den Zeitgenossen als „Pennies“ (altengl. peningas) bekannt. Sie sind in mehr als hundert Typen bekannt, die sich aus dem Britischen Museumskatalog der 1890er Jahre und den alphabetischen Klassifikationen des britischen Numismatikers Stuart Rigold (1919–1980) in den 1970er Jahren ergeben. Die Metalldetektorfunde der letzten 50 Jahre haben gezeigt, dass diese Münzen zu Anfang des 8. Jahrhunderts im östlichen und südlichen England im alltäglichen Gebrauch waren.

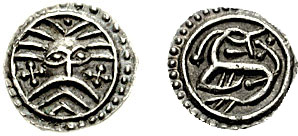
Jütländischer Sceatta der Serie X

Sceattas haben Probleme bei der Zuschreibung und Datierung, zeigen jedoch eine Vielfalt von Motiven, die auf keltische, klassische und germanische Einflüsse weisen. Sie umfassen Kreuze, Pflanzen, Tiere, Vögel, menschliche Figuren und Monster, die von Anna Gannon erkannt wurden. Eine Münzserie wurde von Tony Abramson auf der Grundlage der Ikonographie mit König Aethelbald von Mercia (716–757) verbunden. Diese Zuweisung wurde durch jüngste Forschungsergebnisse als sehr unwahrscheinlich erkannt. Auf der Grundlage der Ikonographie bestimmter Sceattas wurde vorgeschlagen, dass sie von kirchlichen Stellen herausgegeben wurden. Das Münzwesen war noch kein städtisches oder säkulares Vorrecht.
Das Zuweisen von Sceattas auf bestimmten Münzstätten oder Reiche ist schwierig. Die meisten wurden mit Metalldetektoren gefunden, so dass aussagekräftige Fundkontexte fehlen und Fundstellenangaben (wegen der Relevanz für die Eigentumsfrage) häufig unzuverlässig sind. Aufgrund der Fundorte ist es möglich, einige Typen den Hauptverbreitungsräumen zuzuschreiben, die Serie H zu Wessex (insbesondere Southampton) und die Serie S zu Essex. In Dänemark ist die Serie X mit dem frühen Handelszentrum Ribe verbunden.
Die Chronologie der Sceattas ist auch schwierig. Einige der frühesten Reihen verwenden die gleichen Symbole wie die blassgoldenen Thrymsen und können in Analogie zu Münzen aus dem besser verstandenen fränkischen Material auf die 680er Jahre datiert werden. Um 670 führte Ecgberht I. von Kent nach fränkischem Vorbild Sceattas als Münzen ein. Es ist bekannt, dass Sceattas in der friesischen Stadt Dorestad geprägt wurden. Sie waren auf fränkischem Gebiet bis zur Währungsreform durch Pippin den Kurzen im Jahre 755 eine zirkulierende Währung.